# David Mindombe
David Vaillant Mindombe (19 juni 2001) is een Belgisch voetballer met Congolese roots die onder contract ligt bij STVV.

## Carrière
Mindombe ruilde in 2020 de jeugdopleiding van Oud-Heverlee Leuven voor die van STVV. In juli 2021 mocht hij van trainer Bernd Hollerbach mee op zomerstage met de A-kern. Een maand later brak STVV het contract van Mindombe, die in het seizoen 2020/21 uitkwam voor het beloftenelftal van de club, open.
In juli 2022 trok Mindombe voor een seizoen op huurbasis naar z'n ex-club Oud-Heverlee Leuven. Daar speelde hij veertien competitiewedstrijden in Eerste nationale met het beloftenelftal. Na afloop van het seizoen keerde hij terug naar STVV, waar hij meetrainde met het eerste elftal maar in het seizoen 2023/24 geen officiële speelminuten in het eerste elftal kreeg.
Op 27 juli 2024 maakte Mindombe z'n officiële debuut voor het eerste elftal van STVV: op de openingsspeeldag van de Jupiler Pro League kreeg hij tegen RSC Anderlecht een basisplaats van trainer Christian Lattanzio.